# Kinds of Kindness
Kinds of Kindness (bra: Tipos de Gentileza; prt: Histórias de Bondade) é um filme coletivo absurdista dirigido por Yorgos Lanthimos a partir de um roteiro que ele co-escreveu com Efthymis Filippou. É estrelado por Emma Stone, Jesse Plemons, Willem Dafoe, Margaret Qualley, Hong Chau, Joe Alwyn, Mamoudou Athie e Hunter Schafer.
Kinds of Kindness teve sua estreia mundial no 77º Festival de Cinema de Cannes em 17 de maio de 2024, onde Plemons ganhou o prêmio de melhor ator. Foi lançado nos cinemas nos Estados Unidos pela Searchlight Pictures em 21 de junho de 2024, e em 22 de agosto no Brasil. Recebeu críticas geralmente positivas dos críticos e arrecadou US$ 14,2 milhões em todo o mundo.

## Enredo
Estruturado como uma "fábula tríptica", Kinds of Kindness consiste em três histórias distintas, mas  conectadas pelo tema do livre-arbítrio: um homem privado de escolha que tenta assumir o controle de sua própria vida; um policial que se questiona se sua esposa, encontrada com vida depois de um longo desaparecimento, não foi trocada por outra pessoa; e uma mulher determinada a encontrar alguém específico com uma habilidade especial, que estaria destinada a se tornar uma prodigiosa líder espiritual.

## Elenco
- Emma Stone
- Jesse Plemons
- Willem Dafoe
- Margaret Qualley
- Hong Chau
- Joe Alwyn
- Mamoudou Athie]
- Hunter Schafer

## Produção
Yorgos Lanthimos e Efthymis Filippou escreveram o roteiro do filme, originalmente intitulado And, em desenvolvimento com a Element Pictures e Film4, e a Searchlight Pictures concordou em distribuir o filme, que Lanthimos também dirigiria. Emma Stone, Jesse Plemons, Willem Dafoe e Margaret Qualley foram escalados para estrelar o filme com planos de começar a filmar em Nova Orleães em outubro. Em outubro de 2022, Hong Chau, Joe Alwyn, e Mamoudou Athie se juntaram ao elenco. Em uma entrevista de fevereiro de 2023, Hunter Schafer revelou que teve "uma pequena participação especial" no filme.
As filmagens começaram em 24 de outubro de 2022 e foram até 16 de dezembro de 2022 em Nova Orleães. Em dezembro de 2023, o filme foi renomeado para Kinds of Kindness.

## Recepção
No site Rotten Tomatoes, 72% das 263 resenhas dos críticos são positivas, com uma classificação média de 6,5/10. O consenso do site diz: "Um tríptico de coração frio com humor cáustico, Kinds of Kindness é Yorgos Lanthimos em sua forma mais misantrópica - e mordazmente engraçado." O Metacritic, que usa uma média ponderada, atribuiu ao filme uma pontuação de 64 de 100, com base em 58 críticos, indicando avaliações "geralmente favoráveis".
Brian Tallerico, do RogerEbert.com, elogiou a atuação de Plemons, afirmando: "Plemons oferece não apenas uma, mas pelo menos duas e talvez três das melhores performances do ano."

## Prêmios
| Premiação ou festival        | Data da cerimônia   | Categoria     | Indicado          | Resultado |
| ---------------------------- | ------------------- | ------------- | ----------------- | --------- |
| Festival de Cinema de Cannes | 25 de maio de 2024  | Palma de Ouro | Yorgos Lanthimos  | Indicado  |
| Festival de Cinema de Cannes | 25 de maio de 2024  | Melhor ator   | Jesse Plemons     | Venceu    |
| Festival de Cinema de Sydney | 16 de junho de 2024 | Melhor filme  | Kinds of Kindness | Indicado  |